# Pietro De Marco
Pietro De Marco (* 5. November 1941 in Genua) ist ein italienischer Philosoph und Soziologe.

## Leben
Er lehrte Religionssoziologie an der Fakultät für Erziehungswissenschaften der Universität Florenz. Er lehrte Vergleichende Religionssysteme an der Fakultät für Politikwissenschaften in Florenz. Seine Forschungsschwerpunkte sind das Werk von Max Weber und sein deutscher Kontext: Rechts- und Wirtschaftswissenschaften, philosophische und historisch-religiöse Wissenschaften.

## Schriften (Auswahl)
- Modelli per la scienza politica e sociale. Firenze 1992, ISBN 88-7957-043-9.
- Categorie di religione e modelli di politica. Firenze 1993, ISBN 88-7957-065-X.
- Pannenberg: persona e società. Firenze 1997, ISBN 88-7957-109-5.
- Apparizioni quotidiane. Il nostro conflitto con i segni degli altri. Firenze 2005, ISBN 88-89264-56-X.